# Phare de Libby Island
Le phare de Libby Island (en anglais : LIbby Island Light) est un phare actif situé sur Libby Island (ceb) marquant l'embouchure de la baie de Machias à Machiasport, dans le Comté de Washington (État du Maine).
Il est inscrit au Registre national des lieux historiques depuis le 18 juin 1976 .

## Histoire
Le phare a été créé en 1817 sur South Libby Island, l'une des deux îles appelées collectivement Libby Islands. La tour actuelle en granit, qui a remplacé une structure en bois détruite par un incendie, a été construite en 1823 et améliorée en 1848. La maison de gardien a été ajoutée l'année suivante. Le phare est situé sur la rive sud de l'île, avec une maison de signalisation de brouillard à l'ouest. Un débarcadère est situé sur la rive nord de l'île et un petit hélipad se trouve près de son centre. La maison des gardiens a été détruite.
Une lentille de Fresnel de quatrième ordre a été installée dans la tour en 1855, et un signal de brouillard et plusieurs dépendances ont été construits l'année suivante. La maison de signalisation de brouillard actuelle a été construite en 1884 et le local à carburant en 1893.Le feu a été automatisé en 1974 et converti à l'énergie solaire en 2000. La tour appartient maintenant à l'United States Fish and Wildlife Service et n'est pas ouverte au public. L'île est fermée d'avril à août pour la saison de nidification des oiseaux.

## Description
Le phare  est une tour conique en granit, avec une galerie et une lanterne métallique de 13 m de haut reliée à un petit local technique blanc au toit rouge. La tour est non peinte en blanc et la lanterne est noire. Il émet, à une hauteur focale de 28 m, deux éclats blancs par période de 20 secondes. Sa portée est de 18 milles nautiques (environ 33 km).
Il est équipé d'une corne de brume émettant un blast par période de 10 secondes logée dans un bâtiment en brique.
Identifiant : ARLHS : USA-432 ; USCG : 1-1120 - Amirauté : J0024 .

### Lien connexe
- Liste des phares du Maine